# تفاعل بنزن
تفاعل بنزن هو تفاعل كيميائي يمثل الخطوة الأولى في دورة الكبريت واليود من أجل إنتاج الهيدروجين، ويضمن تفاعل الماء واليود وثنائي أكسيد الكبريت وينتج حمض الكبريتيك ويوديد الهيدروجين:
{\displaystyle {\ce {2H2O + SO2 + I2 -> H2SO4 + 2HI}}}
تكون منتجات التفاعل على هيئة سائل متعدد الطبقات، بحيث يطفو حمض الكبريتيك على مزيج من يوديد الهيدروجين واليود غير المتفاعل. تكوون الطبقتان غير ممتزجتين، إلا أن عدم تمام الانفصال قد يؤدي إلى حدوث تفاعلات جانبية ترسب عنصر الكبريت، مما قد يؤدي إلى حدوث انسدادات في المفاعل الكيميائي.
ينسب هذا التفاعل إلى الكيميائي الألماني روبرت بنزن، الذي اكتشفه سنة 1853.